# Antistasea discalis
Antistasea discalis är en tvåvingeart som först beskrevs av Charles Howard Curran 1939.  Antistasea discalis ingår i släktet Antistasea och familjen parasitflugor.
Artens utbredningsområde är Zimbabwe. Inga underarter finns listade i Catalogue of Life.